# Малютка (фотоаппарат)

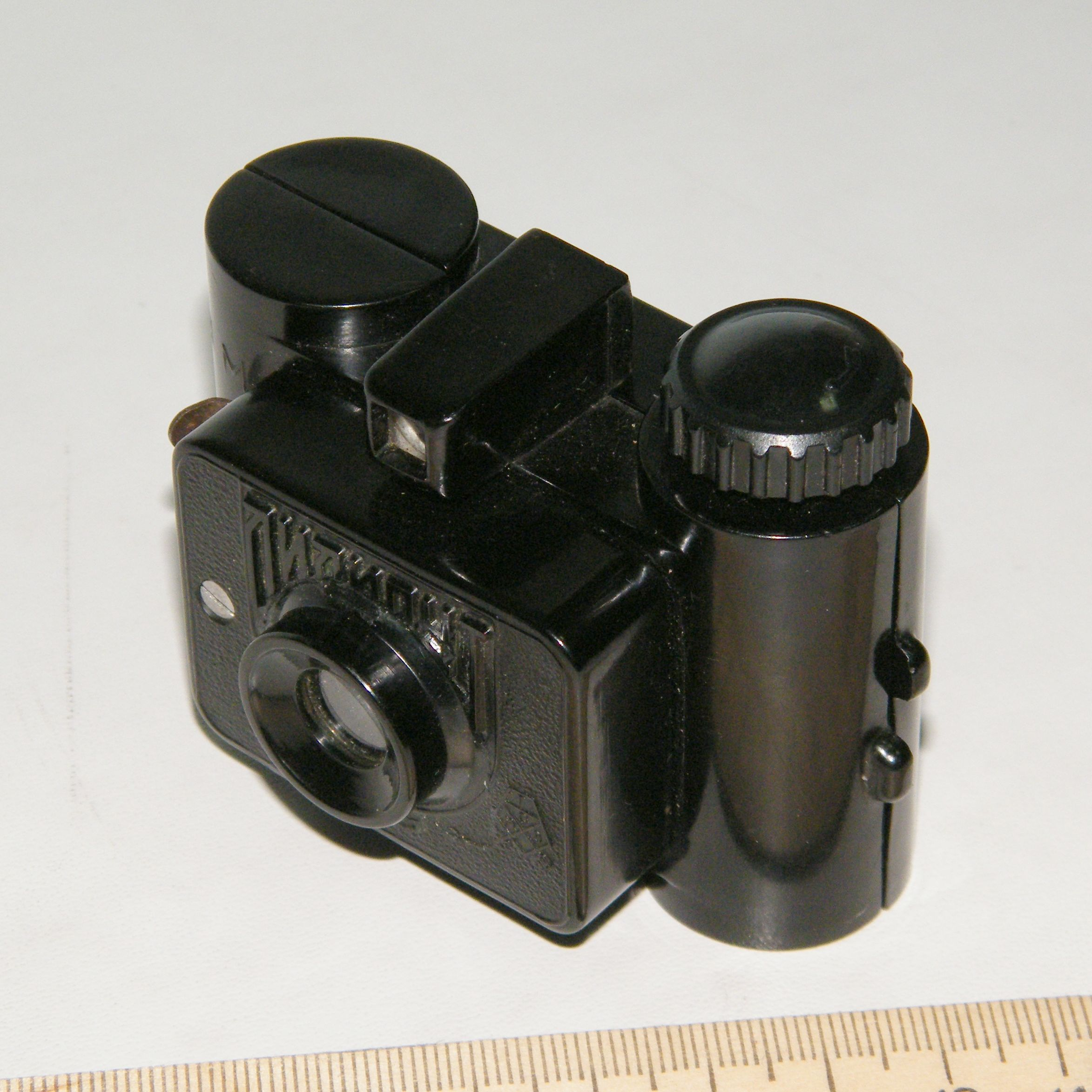
Фотоаппарат «Лилипут»

Малю́тка — простейший (детский) советский плёночный фотоаппарат, выпускавшийся Государственным оптико-механическим заводом в начале 1940-х годов взамен снятого с производства фотоаппарата «Лилипут».

## Технические характеристики
- Корпус пластмассовый (бакелитовый) со съёмной задней крышкой. В верхней части установлен оптический видоискатель типа «Алибада» с увеличением 0,4×.
- Размер кадра — 24×24 мм. В фотоаппарате использовалась 35-мм перфорированная плёнка типа 135 длиной до 32 кадров.
- Объектив — однолинзовый («монокль») 9/38 мм, с фиксированной диафрагмой. Объектив встроенный, нефокусируемый (установлен на гиперфокальное расстояние), глубина резко изображаемого пространства от 2-3 метров до бесконечности.
- Затвор — центральный, секторный, залинзовый с выдержками «М» (1/30 с) и «В».
- Перемотка плёнки — вручную, маховичком, с контролем числа кадров по встроенному в корпус указателю передвижения плёнки на один кадр.
- Для печати фотографий выпускалась специальное приспособление (фотоувеличительная приставка), позволявшая посредством использования передней части аппарата (с объективом) получать фотографии размером 62×65 мм.